# Orangeburg (Nova York)
|  | No s'ha de confondre amb Orangeburg (Carolina del Sud). |

Orangeburg és una concentració de població designada pel cens dels Estats Units a l'estat de Nova York. Segons el cens del 2000 tenia 3.388 habitants.

## Demografia
Segons el cens del 2000, Orangeburg tenia 3.388 habitants, 1.335 habitatges, i 890 famílies. La densitat de població era de 420,6 habitants per km².
Dels 1.335 habitatges en un 27,2% hi vivien nens de menys de 18 anys, en un 57,8% hi vivien parelles casades, en un 6,4% dones solteres, i en un 33,3% no eren unitats familiars. En el 31,4% dels habitatges hi vivien persones soles el 24,2% de les quals corresponia a persones de 65 anys o més que vivien soles. El nombre mitjà de persones vivint en cada habitatge era de 2,51 i el nombre mitjà de persones que vivien en cada família era de 3,17.
Per edats la població es repartia de la següent manera: un 21,8% tenia menys de 18 anys, un 4,3% entre 18 i 24, un 25,9% entre 25 i 44, un 21,5% de 45 a 60 i un 26,4% 65 anys o més.
L'edat mediana era de 44 anys. Per cada 100 dones de 18 o més anys hi havia 81,4 homes.
La renda mediana per habitatge era de 57.000 $ i la renda mediana per família de 77.679 $. Els homes tenien una renda mediana de 52.029 $ mentre que les dones 40.438 $. La renda per capita de la població era de 30.097 $. Entorn de l'1,9% de les famílies i el 5,6% de la població estaven per davall del llindar de pobresa.